# Sacred 2: Władca Smoków
Uzasadnienie: dodatek do gry
Sacred 2: Władca Smoków (ang. Sacred 2: Ice & Blood) – cRPG hack and slash opracowany przez nieistniejące już niemieckie studio Ascaron Entertainment dla systemu operacyjnego Microsoft Windows, jak również na konsole Xbox 360 i PlayStation 3. Gra została wydana 26 sierpnia 2009 roku przez Deep Silver. Jest pierwszym i zarazem jedynym dodatkiem do wydanego rok wcześniej Sacred 2: Fallen Angel. 19 listopada 2010 zaplanowano dodatek na terenie Polski.
Dodatek dodaje szereg nowych rzeczy takie jak: nowa postać, nowe obszary do zwiedzenia oraz wiele innych mniejszych rozwiązań. Dodatkowo poprawiono większość błędów, które pojawiły się w wersji podstawowej gry.

## Nowości w dodatku

### Smoczy Mag
W Sacred 2: Ice & Blood została udostępniona jedna nowa postać. Bohater ten jest dostępny po stronie Światłości i Mroku (Kampania Dobra i Zła). Smoczy Mag jest częścią ankaryjskiego kultu smoka. Członkowie kultu są szanowani wśród społeczności oraz są akceptowani przez smoki. Jednakże tylko jeden z członków kultu może być szkolony przez smoki w zakresie starożytnej smoczej magii. Energia tej magii jest tak wielka, że może przyjmować potężną Energię-T, będącą źródłem życia w Ankarii. Jedynie najpotężniejszy Smoczy Mag, który ukończy szkolenie potrafi przybierać postać smoka i walczyć pod jego postacią. Postać można rozwijać w kierunku trzech aspektów: Smoczej Magii – czarów polegających na transformacji i przywoływaniu smoków; Magii Żywiołów – czarów ofensywno-defensywnych opartych na żywiołach wiatru i ziemi; Magii Umysłu – czarów ofensywnych opartych na sile umysłu.

### Nowe obszary
W dodatku dodano dwa nowe regiony oraz jeden dodatkowy:
- Blood Forest (pl. Krwawy Las lub Krwiolas) – region usytuowany w południowo-wschodniej Ankarii. Teren nie posiadający wielu mieszkańców i bardzo rzadko odwiedzany przez podróżników. Jest opisywany jako miejsce cierpienia. Ziemia jak i drzewa są porośnięte krwistoczerwoną roślinnością, od której las zyskał nazwę. Tamtejsze rośliny żyją własnym życiem, potrafią się same przemieszczać lub znikać całkowicie. Cały las jest spowity ciemnością a atmosfera w nim jest bardzo przytłaczająca, zaś dźwięki, które tam panują potrafią niejednego podróżnika doprowadzić do obłędu. W lesie można spotkać wiele potworów, w tym żywe zbroje, piekielne ogary, zombie i inne. Jednak największym postrachem regionu jest Demon Abishai (pl. Abiszaj), ogromne oko na czterech odnóżach.
- Crystal Plane (pl. Kryształowa Kraina) – region znajdujący się w północnej części Ankarii. Jest najzimniejszym i zarazem najpiękniejszym regionem Ankarii. Teren mieni się kolorem białym i niebieskim, który jest ukojeniem dla oczu. Wszędzie z ziemi wystają ogromne kryształy, w których widać wszystkie barwy tęczy. Nie jest on zamieszkany, ponieważ jest to obszar szkoleniowy i łowiecki Serafii. Tamtejsza fauna jest uważana za upiorną, ponieważ większość zwierząt "połączona" jest z kryształami. W regionie można spotkać wiele potworów, m.in.: żywiołaki lodu, lodowe szkielety oraz zwierzęta (niedźwiedzie, dziki, wilki) zmutowane z tamtejszymi kryształami. Największym wyzwaniem jest wielki biały Feniks o nazwie Narmul lub ogromny skarabeusz Scaron.
- Teren startowy Smoczego Maga – niewielka wysepka znajdująca się w południowo-zachodniej Ankarii. Tam kampanię zaczyna Smoczy Mag.

### Wierzchowce
Draconicon, specjalny wierzchowiec przeznaczony dla Smoczego Maga. Jest mistyczną istotą przypominającą wyglądem konia. Swoją siłę bierze od krwi smoka, która płynie w żyłach tej hybrydy. Niewielu ośmiela się zbliżyć do dzikiego Draconicona, a tylko nielicznym udaje się go oswoić. Dla pozostałych postaci dodano dwa nowe wierzchowce: Płonącego Konia (Kampania Cienia) i Jednorożca (Kampania Światła).

## Pozostałe nowości
- duża liczba nowych przedmiotów setowych (zestawów) i legendarnych dla postaci
- podczas rozpoczęcia nowej gry została dodana możliwość zmiany wizerunku bohatera (uczesanie, kolor skóry itd.)
- Chochlik tragarz będzie teraz dostępny od razu na starcie nowej gry
- możliwość korzystania ze wszystkich portali bez potrzeby znajdowania się przy nich
- został dodany jeden nowy slot na broń i sztukę walki
- umiejętność „Magiczne laski” powoduje teraz, że bohater może wystrzeliwać z różdżek magiczne pociski
- nowy alternatywny system sztuki walki (tzw. „Dotyk eksperta”)
- zmodyfikowany graficznie interfejs gry
- ogólne zbalansowanie gry i poprawienie błędów z podstawowej wersji gry
- dodatkowo do opakowania z grą dodano papierową mapę Ankarii (dotyczy edycji wydanej w Niemczech)